# Kragerø
Kragerø är en tätort och stad som utgör centralort i Kragerø kommun i Telemark fylke i södra Norge. Om sommaren mångdubblas invånarantalet på grund av tillströmningen av turister. Ett stort turistmål förutom själva tätorten är den vidsträckta rullstensåsen Jomfruland. Kragerø är belägen 194 kilometer från Oslo och 145 kilometer från Kristiansand.

## Historia
Kragerø växte fram som köping (ladested) under staden Skien och utskeppningshamn för träexport. Orten fick stadsprivilegium 1666. Kragerø var en av Norges viktigaste sjöfartsstäder under segelskeppens epok. Genom åren har även omfattande gruvdrift utförts i Kragerø, mest känd kan rutilgruvan vara. I dag är det idyllisk småstad, med betydande turism.

## Kultur och religion
I Kragerø ligger det bland annat en sockenkyrka, en metodistkyrka och en pingströrelsekyrka. I Kragerø ligger det även en biograf. 
Tecknaren och konstnären Theodor Kittelsen föddes i Kragerø 1857 och växte upp i samhället. I Kittelsenhuset, en del av Berg-Kragerø museum, hålls det en permanent utställning om Kittelsens liv och om hans konstverk. Konstnären Edvard Munch bodde i Kragerø mellan 1909 och 1916 och målade under den tiden några av sina mest berömda tavlor.

## Kända personer från Kragerø
- Anton Martin Schweigaard (1808-1870), professor och politiker
- Theodor Kittelsen (1857-1914), konstnär
- Bodil Biørn (1871–1960 missionär, sjuksköterska
- Ronald Fangen (1895-1946), författare
- Kirsten Heiberg (1907-1976), skådespelare
- Else Heiberg (1910-1972), skådespelare
- Olaf Christiansen (1912-1992), konstnär
- Per Teigen (1915-1997), konstnär
- Nils Ørvik (1918-2005), historiker
- Per Hansson (1922-1982), journalist och författare
- Alf Cranner (1936 -), musiker
- Tore Juell (1942 - ), konstnär
- Per Lundgren (1959 - ), konstnär
- Magnus Beite (1974 -), musiker

## Bilder

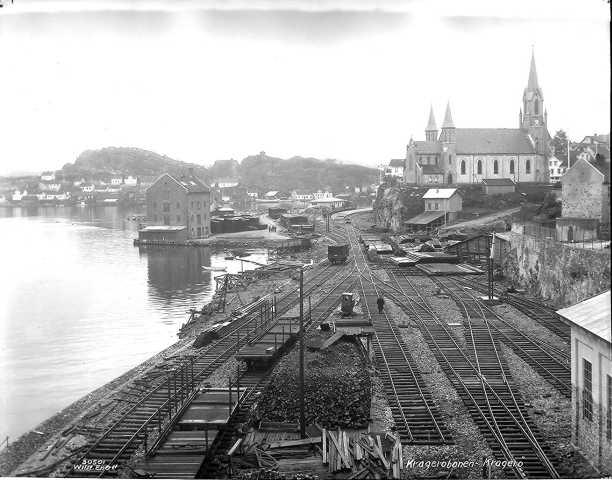
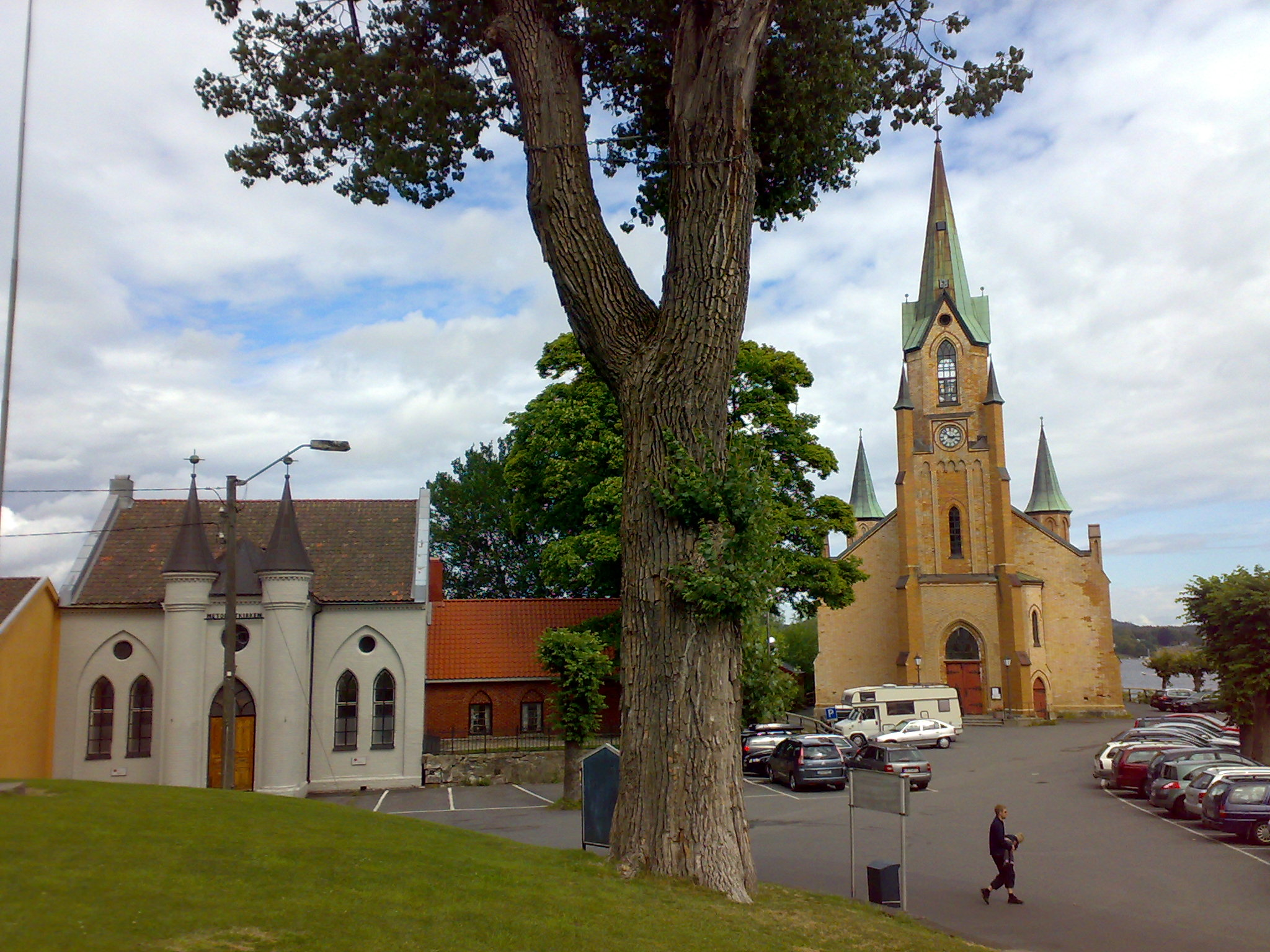
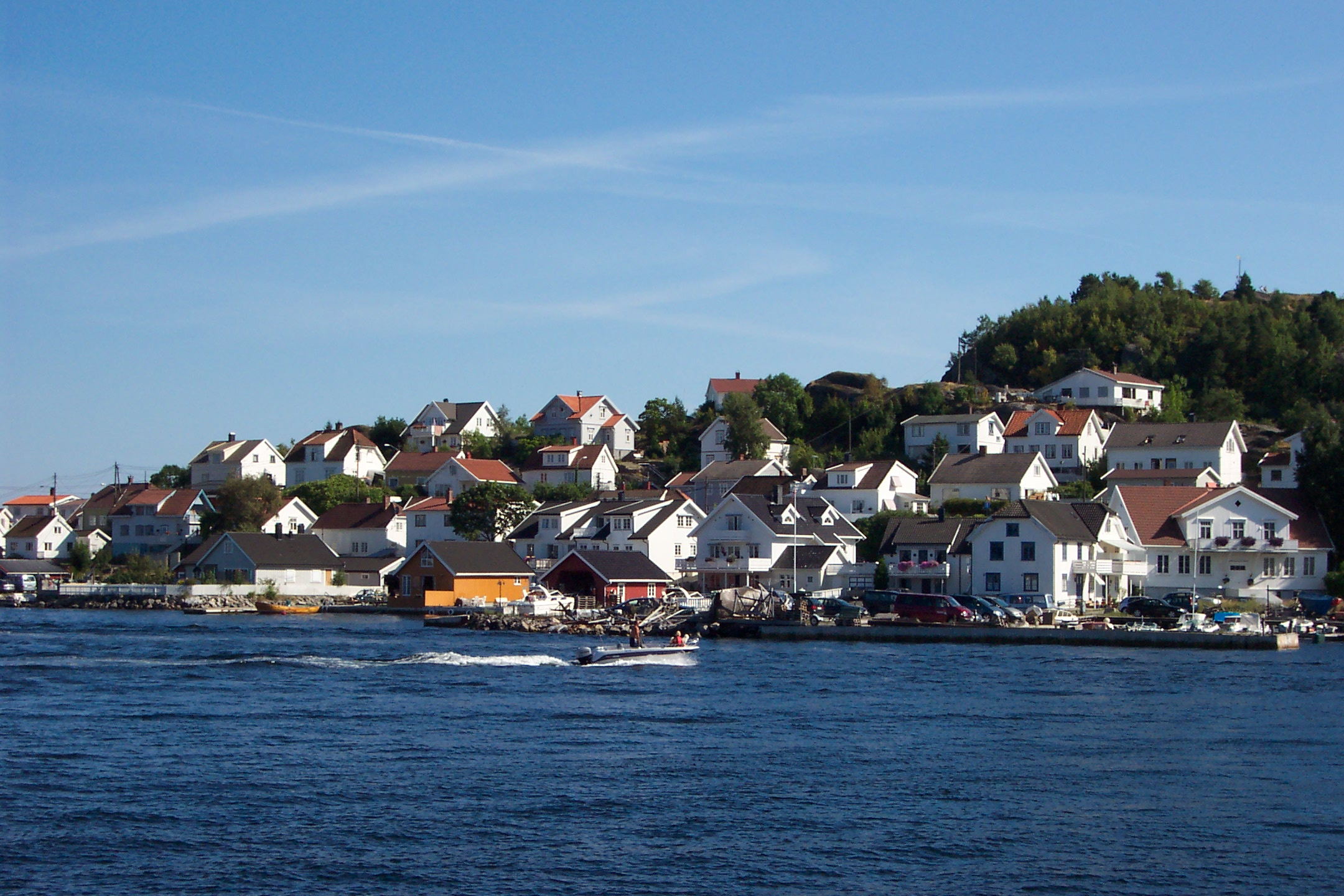